# 日本大衆音楽文化協会
社団法人日本大衆音楽文化協会（にほんたいしゅうおんがくぶんかきょうかい 略称:Jaccom ジャコム）は、かつて存在した日本の大衆音楽を普及・発展・育成・保存を図る団体。
※Jaccom＝JAPAN ASSOCIATION OF CULTURE ON COMMON MUSIC

## 概要
1984年に設立し、毎年秋に行われる「Jaccomミュージックフェスティバル」では、NHKホールや、新宿コマ劇場、両国国技館、NHK大阪ホールなど、比較的大きな会場を使用し、真のカラオケ日本一決定戦として行われている。また、優勝者には内閣総理大臣賞、文部科学大臣賞も贈呈している。
当大会に出場した有名人として、坂本冬美、島谷ひとみ、尾鷲義仁、兵庫ケンイチ、Rococo、乾英里香などがあげられる。
また第13回大会よりテレビ東京系列計6局放送を行い、2007〜2009年（第13・14・15回大会）の優勝者を含む上位3組には2010年開催の「歌の祭典inニューヨークカーネギーホール」に出演・招待チケットが授与される。

## 歴史
- 1984年：発足。初代会長に玉置和郎。
- 1985年：第1回日本大衆音楽歌謡大会 開催。
- 1994年：2代目会長に遠藤実。
- 1995年：第1回文化庁後援「日本大衆音楽文化グランプリ」会場：みなとみらいランドマークホール
- 1996年：第2回文化庁後援「日本大衆音楽文化グランプリ」会場：みなとみらいランドマークホール
- 1997年：第3回文化庁後援「日本大衆音楽文化グランプリ」会場：パシフィコ横浜・メインホール
- 1998年：第4回文化庁後援「日本大衆音楽文化グランプリ」会場：東京国際フォーラム
- 1999年：第5回文化庁後援「日本大衆音楽文化グランプリ」会場：NHKホール
- 2000年：「JaccomJ-POPグランプリ」会場：Zepp Tokyo
- 2000年：第6回「Jaccomミュージックフェスティバル2000」会場：両国国技館
- 2001年：第7回「Jaccomミュージックフェスティバル2001」会場：新宿コマ劇場
- 2002年：第8回「Jaccomミュージックフェスティバル2002」会場：NHKホール
- 2003年：第9回「Jaccomミュージックフェスティバル2003」会場：NHK大阪ホール
- 2003年：第1回Jaccom歌の祭典in国立劇場
- 2004年：第10回「Jaccomミュージックフェスティバル2004」会場：横浜ロイヤルパークホテル
- 2004年：第2回Jaccom歌の祭典in国立劇場
- 2005年：第11回「Jaccomミュージックフェスティバル2005」会場：新宿コマ劇場
- 2006年：第12回「Jaccomミュージックフェスティバル2006」会場：NHK大阪ホール
- 2007年：第13回「Jaccomミュージックフェスティバル2007」会場：東京タワー・芝公園スタジオ（テレビ東京系列にて放送）
- 2008年：第14回「Jaccomミュージックフェスティバル2007」会場：東京タワー・芝公園スタジオ（テレビ東京系列にて放送）
- 2009年：第15回「Jaccomミュージックフェスティバル2009」会場：両国・江戸東京博物館
- 2010年：Jaccom歌の祭典inカーネギーホール「Japanカラオケグランドチャンピオン大会」会場：ニューヨーク・カーネギーホール

## 協会役員
- 会　　長：遠藤実（文化功労者・作曲家）
- 理 事 長：深江今朝夫（財団法人日本環境財団 会長、EH(株)CEO(最高経営責任者)）
- 常務理事：いではく（作詞家）
- 常務理事：深江夏樹（EH(株) 代表取締役社長）
- 常務理事：久保田育穂（事務局長・東京コラボ(株)取締役）
- 理　　事：湯川れい子（作詞家・音楽評論家）
- 理　　事：岡千秋（作曲家）
- 理　　事：吉田勲明（音楽評論家・民謡研究家）
- 理　　事：伊藤幹翁（作曲家・童謡研究家）
- 理　　事：内館牧子（脚本家・小説家）
- 監　　事：平田恒夫（税理士）
- 監　　事：山口博司（会計担当）

※2008.2.1現在